# Championnat de France féminin de football 2021-2022
Navigation
Division 1 2020-2021 Division 1 2022-2023
La saison 2021-2022 de Division 1 est la 48e édition du championnat de France féminin de football. Le premier niveau du championnat féminin oppose douze clubs français en une série de vingt-deux rencontres jouées durant la saison de football. La compétition débute en août 2021 et s'achève en juin 2022.
Les trois premières places du championnat sont qualificatives pour la Ligue des champions féminine de l'UEFA alors que les deux dernières places sont synonymes de relégation en Division 2.
Après une saison blanche en D2 à cause de la pandémie de Covid-19, la FFF décide de repêcher le GPSO 92 Issy et de promouvoir l'AS Saint-Étienne.

## Participants
| \| Paris SG Olympique lyonnais Girondins de Bordeaux Montpellier HSC Paris FC EA Guingamp FC Fleury Stade de Reims Dijon FCO ASJ Soyaux GPSO 92 Issy AS St-Étienne \| Localisation des clubs engagés dans le championnat. |
| Paris SG Olympique lyonnais Girondins de Bordeaux Montpellier HSC Paris FC EA Guingamp FC Fleury Stade de Reims Dijon FCO ASJ Soyaux GPSO 92 Issy AS St-Étienne                                                           |

| \| Paris SG Paris FC FC Fleury GPSO 92 Issy \| Localisation des clubs d'Île-de-France · engagés dans le championnat. |
| Paris SG Paris FC FC Fleury GPSO 92 Issy                                                                             |

Ce tableau présente les douze équipes qualifiées pour disputer le championnat 2021-2022. On y trouve le nom des clubs, le nom des entraîneurs et leur nationalité, l'année de la dernière montée au sein de l'élite, leur classement de la saison précédente, le nom des stades ainsi que la capacité de ces derniers.
| Club                  | Dernière montée | Classement 2020-2021 | Entraîneur          | Stade principal                                                     | Capacité | Nombre de saisons en D1 |
| --------------------- | --------------- | -------------------- | ------------------- | ------------------------------------------------------------------- | -------- | ----------------------- |
| Paris Saint-Germain   | 2001            | 1er                  | Didier Ollé-Nicolle | Stade Georges-Lefèvre, St-Germain-en-Laye                           | 2 164    | 34                      |
| Olympique lyonnais    | 1977            | 2e                   | Sonia Bompastor     | Groupama OL Training Center, Décines-Charpieu                       | 1 524    | 44                      |
| Girondins de Bordeaux | 2016            | 3e                   | Patrice Lair        | Stade Sainte-Germaine, Le Bouscat                                   | 7 000    | 5                       |
| Paris FC              | 1979            | 4e                   | Sandrine Soubeyrand | Stade Robert-Bobin, Bondoufle                                       | 18 845   | 43                      |
| EA Guingamp           | 2006            | 5e                   | Frédéric Biancalani | Stade de l'Akademi EA Guingamp, Pabu                                | 1 960    | 40                      |
| Stade de Reims        | 2019            | 6e                   | Amandine Miquel     | Stade Louis-Blériot, Bétheny                                        | 500      | 14                      |
| Montpellier HSC       | 1997            | 7e                   | Yannick Chandioux   | Stade Bernard-Gasset - Terrain d'honneur Mama-Ouattara, Montpellier | 1 280    | 28                      |
| Dijon FCO             | 2018            | 8e                   | Christophe Forest   | Stade des Poussots, Dijon                                           | 498      | 3                       |
| FC Fleury 91          | 2017            | 9e                   | Fabrice Abriel      | Stade Walter-Felder, Fleury-Mérogis                                 | 1 000    | 4                       |
| ASJ Soyaux            | 2013            | 10e                  | Dragan Cvetkovic    | Stade Léo-Lagrange, Soyaux                                          | 385      | 41                      |
| GPSO 92 Issy          | 2020            | 11e                  | Camillo Vaz         | Stade Le Gallo, Boulogne-Billancourt                                | 2 000    | 3                       |
| AS Saint-Étienne      | 2021            | D2                   | Jérôme Bonnet       | Stade Salif-Keita, Saint-Étienne                                    | 1 250    | 12                      |

Légende des couleurs
- Qualifié pour la Ligue des champions 2021-2022
- Promu de Division 2 2020-2021

### Changements d'entraîneur
| Club                  | Entraîneur partant                        | Motif du départ            | Date de départ  | Position   | Entraîneur arrivant | Date d'arrivée  |
| --------------------- | ----------------------------------------- | -------------------------- | --------------- | ---------- | ------------------- | --------------- |
| Dijon FCO             | Yannick Chandioux                         | Contrat dans un autre club | 4 juin 2021     | Pré-saison | Christophe Forest   | 28 mai 2021     |
| FC Fleury 91          | David Fanzel                              | Nommé manager              | 4 juin 2021     | Pré-saison | Fabrice Abriel      | 29 mai 2021     |
| Montpellier HSC       | Baptiste Merle John Utaka Jean-Louis Saez | Fin de l'intérim           | 5 juin 2021     | Pré-saison | Yannick Chandioux   | 2 juin 2021     |
| Paris Saint-Germain   | Olivier Echouafni                         | Fin de contrat             | 10 juin 2021    | Pré-saison | Didier Ollé-Nicolle | 6 juillet 2021  |
| ASJ Soyaux            | Laurent Mortel                            | Fin de contrat             | 6 juillet 2021  | Pré-saison | Dragan Cvetkovic    | 13 juillet 2021 |
| Girondins de Bordeaux | Pedro Martínez Losa                       | Accord                     | 21 juillet 2021 | Pré-saison | Patrice Lair        | 5 août 2021     |

## Compétition

### Règlement
Le classement est calculé avec le barème de points suivant : une victoire vaut trois points, le match nul un. La défaite ne rapporte aucun point.
Les critères utilisés pour départager les équipes en cas d'égalité au classement sont les suivants :
1. plus grand nombre de points dans les confrontations directes ;
2. plus grande différence de buts particulière ;
3. plus grande différence de buts générale ;
4. plus grand nombre de buts marqués ;
5. rencontre supplémentaire sur terrain neutre avec, éventuellement, l'épreuve des tirs au but.

### Classement
| Rang | Équipe                 | Pts | J  | G  | N | P  | Bp | Bc | Diff | Qualification ou relégation                                                    |
| ---- | ---------------------- | --- | -- | -- | - | -- | -- | -- | ---- | ------------------------------------------------------------------------------ |
| 1    | Olympique lyonnais (C) | 64  | 22 | 21 | 1 | 0  | 79 | 8  | +71  | Qualification pour la phase de groupes de la Ligue des champions               |
| 2    | Paris Saint-Germain T  | 53  | 22 | 17 | 2 | 3  | 68 | 12 | +56  | Qualification pour le deuxième tour de qualification de la Ligue des champions |
| 3    | Paris FC               | 50  | 22 | 16 | 2 | 4  | 49 | 21 | +28  | Qualification pour le premier tour de qualification de la Ligue des champions  |
| 4    | FC Fleury 91           | 43  | 22 | 14 | 1 | 7  | 36 | 26 | +10  |                                                                                |
| 5    | Montpellier Hérault SC | 35  | 22 | 11 | 2 | 9  | 38 | 25 | +13  |                                                                                |
| 6    | Girondins de Bordeaux  | 35  | 22 | 11 | 2 | 9  | 38 | 29 | +9   |                                                                                |
| 7    | Stade de Reims         | 33  | 22 | 10 | 3 | 9  | 29 | 38 | −9   |                                                                                |
| 8    | EA Guingamp            | 17  | 22 | 4  | 5 | 13 | 23 | 57 | −34  |                                                                                |
| 9    | ASJ Soyaux Charente    | 16  | 22 | 5  | 1 | 16 | 18 | 55 | −37  |                                                                                |
| 10   | Dijon FCO              | 15  | 22 | 3  | 6 | 13 | 13 | 45 | −32  |                                                                                |
| 11   | GPSO 92 Issy (R)       | 13  | 22 | 4  | 1 | 17 | 19 | 57 | −38  | Relégation en Division 2                                                       |
| 12   | AS Saint-Étienne P (R) | 7   | 22 | 1  | 4 | 17 | 17 | 54 | −37  | Relégation en Division 2                                                       |

### Évolution du classement
| Journées →    | 1  | 2  | 3  | 4  | 5  | 6  | 7  | 8  | 9  | 10 | 11 | 12 | 13 | 14 | 15 | 16 | 17 | 18 | 19 | 20 | 21 | 22 | Lead | Pod. | Rel. |
| Club          |    |    |    |    |    |    |    |    |    |    |    |    |    |    |    |    |    |    |    |    |    |    |      |      |      |
| ------------- | -- | -- | -- | -- | -- | -- | -- | -- | -- | -- | -- | -- | -- | -- | -- | -- | -- | -- | -- | -- | -- | -- | ---- | ---- | ---- |
| Bordeaux      | 6  | 4  | 4  | 4  | 5  | 7  | 5  | 5  | 6  | 6  | 7  | 7  | 6  | 6  | 6  | 5  | 6  | 6  | 5  | 6  | 6  | 6  |      |      |      |
| Dijon         | 8  | 6  | 7  | 10 | 7  | 4  | 7  | 7  | 7  | 8  | 8  | 8  | 8  | 8  | 8  | 8  | 8  | 8  | 9  | 9  | 9  | 10 |      |      |      |
| FC Fleury 91  | 12 | 12 | 10 | 6  | 4  | 5  | 4  | 4  | 4  | 4  | 4  | 4  | 4  | 4  | 4  | 4  | 4  | 4  | 4  | 4  | 4  | 4  |      |      | 2    |
| Guingamp      | 10 | 8  | 5  | 8  | 9  | 9  | 9  | 9  | 10 | 10 | 9  | 9  | 9  | 9  | 9  | 9  | 10 | 10 | 8  | 8  | 8  | 8  |      |      |      |
| Lyon          | 3  | 1  | 1  | 1  | 1  | 1  | 1  | 1  | 1  | 1  | 1  | 1  | 1  | 1  | 1  | 1  | 1  | 1  | 1  | 1  | 1  | 1  | 21   | 22   |      |
| Montpellier   | 5  | 5  | 6  | 5  | 6  | 8  | 6  | 6  | 5  | 5  | 5  | 5  | 5  | 5  | 5  | 6  | 5  | 5  | 6  | 5  | 5  | 5  |      |      |      |
| Paris FC      | 2  | 3  | 3  | 3  | 3  | 3  | 3  | 3  | 3  | 3  | 3  | 3  | 3  | 3  | 3  | 3  | 3  | 3  | 3  | 3  | 3  | 3  |      | 22   |      |
| Paris SG      | 1  | 2  | 2  | 2  | 2  | 2  | 2  | 2  | 2  | 2  | 2  | 2  | 2  | 2  | 2  | 2  | 2  | 2  | 2  | 2  | 2  | 2  | 1    | 22   |      |
| Reims         | 11 | 9  | 11 | 12 | 8  | 6  | 8  | 8  | 8  | 7  | 6  | 6  | 7  | 7  | 7  | 7  | 7  | 7  | 7  | 7  | 7  | 7  |      |      | 3    |
| Soyaux        | 4  | 7  | 8  | 9  | 11 | 12 | 12 | 10 | 9  | 9  | 10 | 10 | 10 | 10 | 10 | 11 | 11 | 11 | 11 | 11 | 11 | 9  |      |      | 9    |
| Issy          | 9  | 11 | 9  | 11 | 12 | 10 | 10 | 11 | 11 | 12 | 12 | 12 | 12 | 12 | 11 | 10 | 9  | 9  | 10 | 10 | 10 | 11 |      |      | 12   |
| Saint-Étienne | 7  | 10 | 12 | 7  | 10 | 11 | 11 | 12 | 12 | 11 | 11 | 11 | 11 | 11 | 12 | 12 | 12 | 12 | 12 | 12 | 12 | 12 |      |      | 18   |

### Calendrier et résultats
| Résultats (▼dom., ►ext.)                                   | BOR | DIJ | FLE | GUI | LYO | MON | PFC | PSG | REI | SOY | ISS | STE |
| Girondins de Bordeaux                                      |     | 1-1 | 1-2 | 3-0 | 1-4 | 0-1 | 1-4 | 1-5 | 3-1 | 6-0 | 3-0 | 3-0 |
| Dijon FCO                                                  | 0-2 |     | 0-0 | 1-1 | 0-3 | 1-2 | 0-2 | 0-3 | 2-2 | 0-1 | 0-1 | 0-4 |
| FC Fleury 91                                               | 2-0 | 0-1 |     | 6-2 | 1-2 | 1-0 | 0-1 | 0-4 | 1-0 | 1-0 | 1-0 | 4-2 |
| EA Guingamp                                                | 0-2 | 4-0 | 0-3 |     | 0-2 | 2-1 | 2-5 | 2-6 | 0-1 | 2-2 | 1-1 | 1-1 |
| Lyon                                                       | 1-0 | 6-0 | 4-0 | 4-0 |     | 5-0 | 2-0 | 6-1 | 3-0 | 8-0 | 4-0 | 6-0 |
| Montpellier HSC                                            | 0-1 | 2-0 | 1-2 | 6-0 | 2-3 |     | 0-0 | 0-1 | 1-2 | 3-0 | 3-0 | 3-0 |
| Paris FC                                                   | 1-3 | 2-0 | 3-1 | 4-1 | 1-2 | 3-1 |     | 0-0 | 3-0 | 4-0 | 1-0 | 2-1 |
| Paris SG                                                   | 1-0 | 5-0 | 5-0 | 6-0 | 0-1 | 0-0 | 4-0 |     | 7-0 | 2-0 | 6-1 | 2-0 |
| Stade de Reims                                             | 5-2 | 1-1 | 0-1 | 0-0 | 0-2 | 1-4 | 1-2 | 1-0 |     | 3-1 | 4-3 | 1-0 |
| ASJ Soyaux                                                 | 0-3 | 1-2 | 0-1 | 2-0 | 1-6 | 0-1 | 1-3 | 0-2 | 1-2 |     | 2-0 | 2-1 |
| GPSO 92 Issy                                               | 0-1 | 0-2 | 0-5 | 0-2 | 0-4 | 2-5 | 0-5 | 0-3 | 1-3 | 5-1 |     | 4-1 |
| AS St-Étienne                                              | 1-1 | 2-2 | 0-4 | 1-3 | 1-1 | 1-2 | 1-3 | 0-5 | 0-1 | 0-3 | 0-1 |     |
| - Victoire à domicile - Match nul - Victoire à l'extérieur |     |     |     |     |     |     |     |     |     |     |     |     |

## Statistiques

### Domicile et extérieur
| Rang | Équipe                | Pts | J  | G  | N | P | Bp | Bc | Diff |
| ---- | --------------------- | --- | -- | -- | - | - | -- | -- | ---- |
| 1    | Olympique lyonnais    | 33  | 11 | 11 | 0 | 0 | 49 | 1  | +48  |
| 2    | Paris Saint-Germain   | 28  | 11 | 9  | 1 | 1 | 38 | 2  | +36  |
| 3    | Paris FC              | 25  | 11 | 8  | 1 | 2 | 24 | 9  | +15  |
| 4    | FC Fleury 91          | 21  | 11 | 7  | 0 | 4 | 17 | 12 | +5   |
| 7    | Stade de Reims        | 17  | 11 | 5  | 2 | 4 | 17 | 16 | +1   |
| 5    | Montpellier HSC       | 16  | 11 | 5  | 1 | 5 | 21 | 9  | +12  |
| 6    | Girondins de Bordeaux | 16  | 11 | 5  | 1 | 5 | 23 | 18 | +5   |
| 8    | EA Guingamp           | 9   | 11 | 2  | 3 | 6 | 14 | 24 | -10  |
| 9    | ASJ Soyaux            | 9   | 11 | 3  | 0 | 8 | 10 | 21 | -11  |
| 10   | GPSO 92 Issy          | 6   | 11 | 2  | 0 | 9 | 12 | 32 | -20  |
| 12   | Dijon FCO             | 3   | 11 | 0  | 3 | 8 | 4  | 21 | -17  |
| 11   | AS Saint-Étienne      | 3   | 11 | 0  | 3 | 8 | 7  | 26 | -19  |

| Rang | Équipe                | Pts | J  | G  | N | P | Bp | Bc | Diff |
| ---- | --------------------- | --- | -- | -- | - | - | -- | -- | ---- |
| 1    | Olympique lyonnais    | 31  | 11 | 10 | 1 | 0 | 30 | 7  | +23  |
| 2    | Paris Saint-Germain   | 25  | 11 | 8  | 1 | 2 | 30 | 10 | +20  |
| 3    | Paris FC              | 25  | 11 | 8  | 1 | 2 | 25 | 12 | +13  |
| 4    | FC Fleury 91          | 22  | 11 | 7  | 1 | 3 | 19 | 14 | +5   |
| 5    | Girondins de Bordeaux | 19  | 11 | 6  | 1 | 4 | 15 | 11 | +4   |
| 6    | Montpellier HSC       | 19  | 11 | 6  | 1 | 4 | 17 | 16 | +1   |
| 7    | Stade de Reims        | 16  | 11 | 5  | 1 | 5 | 12 | 22 | -10  |
| 8    | Dijon FCO             | 12  | 11 | 3  | 3 | 5 | 9  | 24 | -15  |
| 9    | EA Guingamp           | 8   | 11 | 2  | 2 | 7 | 9  | 33 | -24  |
| 10   | GPSO 92 Issy          | 7   | 11 | 2  | 1 | 8 | 7  | 25 | -18  |
| 12   | ASJ Soyaux            | 7   | 11 | 2  | 1 | 8 | 8  | 34 | -26  |
| 11   | AS Saint-Étienne      | 4   | 11 | 1  | 1 | 9 | 10 | 28 | -18  |

Source : Classements annexes sur Footoféminin.fr

### Buts marqués par journée
Ce graphique représente le nombre de buts marqués lors de chaque journée. 

### Meilleures buteuses
|    | Buteuse                 | Club                  | Buts |
| -- | ----------------------- | --------------------- | ---- |
| 1  | Marie-Antoinette Katoto | Paris Saint-Germain   | 18   |
| 2  | Catarina Macario        | Olympique lyonnais    | 14   |
| 3  | Kadidiatou Diani        | Paris Saint-Germain   | 13   |
| 3  | Melvine Malard          | Olympique lyonnais    | 13   |
| 5  | Clara Matéo             | Paris FC              | 11   |
| 6  | Ada Hegerberg           | Olympique lyonnais    | 10   |
| 6  | Katja Snoeijs           | Girondins de Bordeaux | 10   |
| 6  | Lena Petermann          | Montpellier HSC       | 10   |
| 9  | Nikola Karczewska       | FC Fleury 91          | 9    |
| 10 | Sara Däbritz            | Paris Saint-Germain   | 8    |
| 10 | Ouleymata Sarr          | Paris FC              | 8    |

Mis à jour le 3 juin 2022. Source : Classement des buteuses sur Footoféminin.fr

#### Triplés
| Buteuse                 | Club                  | Adversaire            | Score | Date          |
| ----------------------- | --------------------- | --------------------- | ----- | ------------- |
| Signe Bruun             | Olympique lyonnais    | Dijon FCO             | 6-0   | 12 sept. 2021 |
| Marie-Antoinette Katoto | Paris Saint-Germain   | EA Guingamp           | 6-0   | 10 oct. 2021  |
| Katja Snoeijs           | Girondins de Bordeaux | Stade de Reims        | 3-1   | 22 janv. 2022 |
| Marie-Antoinette Katoto | Paris Saint-Germain   | AS St-Étienne         | 0-5   | 23 janv. 2022 |
| Ada Hegerberg           | Olympique lyonnais    | ASJ Soyaux            | 8-0   | 11 fév. 2022  |
| Kadidiatou Diani        | Paris Saint-Germain   | Girondins de Bordeaux | 1-5   | 7 mai 2022    |

### Meilleures passeuses
|   | Passeuse             | Club                  | Passes |
| - | -------------------- | --------------------- | ------ |
| 1 | Sandy Baltimore      | Paris Saint-Germain   | 13     |
| 2 | Selma Bacha          | Olympique lyonnais    | 9      |
| 2 | Sara Däbritz         | Paris Saint-Germain   | 9      |
| 2 | Katja Snoeijs        | Girondins de Bordeaux | 9      |
| 5 | Clara Matéo          | Paris FC              | 8      |
| 6 | Daphne Corboz        | Paris FC              | 7      |
| 6 | Gaëtane Thiney       | Paris FC              | 7      |
| 8 | Ellie Carpenter      | Olympique lyonnais    | 6      |
| 8 | Amandine Henry       | Olympique lyonnais    | 6      |
| 8 | Ève Périsset         | Girondins de Bordeaux | 6      |
| 8 | Dominika Škorvánková | Montpellier HSC       | 6      |
| 8 | Dominika Grabowska   | Paris FC              | 6      |

Mis à jour le 3 juin 2022. Source : Classement des passeuses sur Footoféminin.fr

### Meilleures gardiennes
|   | Gardienne           | Club                  | Clean sheets |
| - | ------------------- | --------------------- | ------------ |
| 1 | Christiane Endler   | Olympique lyonnais    | 10           |
| 2 | Barbora Votíková    | Paris Saint-Germain   | 9            |
| 2 | Chiamaka Nnadozie   | Paris FC              | 9            |
| 4 | Katriina Talaslahti | FC Fleury 91          | 7            |
| 5 | Gabrielle Lambert   | Montpellier HSC       | 5            |
| 5 | Emily Alvarado      | Stade de Reims        | 5            |
| 7 | Mylène Chavas       | Girondins de Bordeaux | 4            |
| 7 | Émmeline Mainguy    | FC Fleury 91          | 4            |
| 7 | Lisa Schmitz        | Montpellier HSC       | 4            |
| 7 | Charlotte Voll      | Paris Saint-Germain   | 4            |
| 7 | Romane Munich       | Soyaux                | 4            |

Mis à jour le 3 juin 2022. Source : Statistiques sur fbref.com

### Affluences de la saison

#### Meilleures affluences de la saison
| Rang | Match                                       | Journée | Date             | Affluence |
| ---- | ------------------------------------------- | ------- | ---------------- | --------- |
| 1    | Olympique lyonnais - Paris Saint-Germain    | J8      | 14 novembre 2021 | 13 497    |
| 2    | Olympique lyonnais - Paris FC               | J20     | 8 mai 2022       | 5 195     |
| 3    | Paris Saint-Germain - Olympique lyonnais    | J21     | 29 mai 2022      | 4 338     |
| 4    | Paris FC - Olympique lyonnais               | J11     | 12 décembre 2021 | 4 231     |
| 5    | Dijon FCO - Paris Saint-Germain             | J7      | 31 octobre 2021  | 3 234     |
| 6    | Dijon FCO - Olympique lyonnais              | J17     | 18 mars 2022     | 2 750     |
| 7    | Paris FC - Paris Saint-Germain              | J18     | 3 avril 2022     | 2 519     |
| 8    | Girondins de Bordeaux - Paris Saint-Germain | J20     | 7 mai 2022       | 2 476     |
| 9    | Stade de Reims - Olympique lyonnais         | J15     | 27 février 2022  | 2 055     |
| 10   | Girondins de Bordeaux - Olympique lyonnais  | J5      | 1er octobre 2021 | 1 405     |

#### Affluence par journée
Ce graphique représente le nombre de spectateurs présents dans les stades lors de chaque journée.

## Bilan de la saison
Mis à jour le 31 décembre 2021.
- Meilleure attaque : Olympique lyonnais (74 buts inscrits)
- Meilleure défense : Olympique lyonnais (8 buts encaissés)
- Premier but de la saison :  Clara Matéo   1re pour le Paris FC contre l'EA Guingamp (4-1) le 28 août 2021 (1re journée)
- Dernier but de la saison :
- Premier penalty de la saison :
  - Transformé :  Daphné Corboz   35e (pen.) pour le Paris FC contre l'EA Guingamp (4-1) le 28 août 2021 (1re journée)
  - Raté :
- Premier but contre son camp :  Easther Mayi Kith   6e (csc) du Stade de Reims en faveur de l'Olympique lyonnais (3-0) le 27 août 2021 (1re journée)
- But le plus rapide d'une rencontre : 
  -  Clara Matéo   1re pour le Paris FC contre l'EA Guingamp (4-1) le 28 août 2021 (1re journée)
- But le plus tardif d'une rencontre :
  -  Ève Périsset   90+5e pour les Girondins de Bordeaux contre le Paris FC (3-1) le 12 novembre 2021 (8e journée)
  -  Ouleymata Sarr   90+5e pour le Paris FC contre le Stade de Reims (2-1) le 19 mars 2022 (17e journée)
- Premier doublé :  Catarina Macario   3e   37e pour l'Olympique lyonnais contre le Dijon FCO (6-0) le 12 septembre 2021 (3e journée)
- Premier triplé :  Signe Bruun   47e   67e   78e pour l'Olympique lyonnais contre le Dijon FCO (6-0) le 12 septembre 2021 (3e journée)
- Plus grand nombre de buts dans une rencontre pour une joueuse : 3 buts
  -  Signe Bruun   47e   67e   78e pour l'Olympique lyonnais contre le Dijon FCO (6-0) le 12 septembre 2021 (3e journée)
  -  Marie-Antoinette Katoto
    -   17e   40e   44e pour le Paris Saint-Germain contre l'En avant Guingamp (6-0) le 10 octobre 2021 (5e journée)
    -   10e   64e   68e pour le Paris Saint-Germain contre l'AS Saint-Étienne (0-5) le 23 janvier 2022 (13e journée)

  -  Katja Snoeijs   33e   50e (pen.)   66e pour les Girondins de Bordeaux contre le Stade de Reims (3-2) le 22 janvier 2022 (13e journée)
  -  Ada Hegerberg   19e   52e   70e pour l'Olympique lyonnais contre l'ASJ Soyaux (8-0) le 11 février 2022 (12e journée)
  -  Kadidiatou Diani   14e   51e   87e pour le Paris Saint-Germain contrees Girondins de Bordeaux (1-5) le 7 mai 2022 (20e journée)
- Premier carton jaune :  Océane Deslandes  5e lors de Olympique lyonnais - Stade de Reims (3-0) le 27 août 2021 (1re journée)
- Premier carton rouge :  Grace Rapp    60e lors de Stade de Reims - En avant Guingamp (0-0) le 4 septembre 2021 (2e journée)
- Plus large victoire à domicile : 8 buts d'écart
  - 8-0 lors de Olympique lyonnais - ASJ Soyaux le 11 février 2022 (12e journée)
- Plus large victoire à l'extérieur : 5 buts d'écart
  - 0-5 lors de GPSO 92 Issy - Paris FC le 30 octobre 2021 (7e journée)
  - 1-6 lors de ASJ Soyaux - Olympique lyonnais le 30 octobre 2021 (7e journée)
  - 0-5 lors de AS Saint-Étienne - Paris Saint-Germain le 23 janvier 2022 (13e journée)
  - 0-5 lors de GPSO 92 Issy - FC Fleury 91 le 7 mai 2022 (20e journée)
- Plus grand nombre de buts dans une rencontre : 8 buts
  - 6-2 lors de FC Fleury 91 - En avant Guingamp le 20 novembre 2021 (9e journée)
  - 8-0 lors de Olympique lyonnais - ASJ Soyaux le 11 février 2022 (12e journée)
  - 2-6 lors de En avant Guingamp - Paris Saint-Germain le 5 février 2022 (14e journée)
- Plus grand nombre de buts dans une mi-temps :
  - en 1re mi-temps : 5 buts
    - 1-4 lors de ASJ Soyaux 1 - 6 Olympique lyonnais le 30 octobre 2021 (7e journée)
    - 1-4 lors de En avant Guingamp 2 - 5 Paris FC le 26 février 2022 (15e journée)

  - en 2e mi-temps : 6 buts
    - 4-2 lors de FC Fleury 91 6 - 2 En avant Guingamp le 20 novembre 2021 (9e journée)
- Plus grand nombre de buts dans une mi-temps pour une équipe : 5 buts
  - 5-0 lors de Olympique lyonnais 8 - 0 ASJ Soyaux le 11 février 2022 (12e journée)
  - 5-0 lors de Paris Saint-Germain 6 - 1 GPSO 92 Issy le 16 avril 2022 (19e journée)
  - 0-5 lors de GPSO 92 Issy 0 - 5 FC Fleury 91 le 7 mai 2022 (20e journée)
- Plus grande série de victoires : 15 matches
  - Olympique lyonnais de la 1re à la 15e journée
- Plus grande série de défaites : 8 matches
  - GPSO 92 Issy de la 7e à la 14e journée
- Plus grande série de matches sans défaite : 20 matches
  - Olympique lyonnais de la 1re à la 20e journée
- Plus grande série de matches sans victoire : 16 matches
  - AS Saint-Étienne de la 5e à la 20e journée
- Plus grand nombre de spectateurs dans une rencontre : 13 497 lors de Olympique lyonnais - Paris Saint-Germain le 14 novembre 2021 (8e journée)
- Plus petit nombre de spectateurs dans une rencontre (hors huis clos) : 73 lors de Montpellier HSC - Stade de Reims le 2 avril 2022 (18e journée)

| Championnat de France féminin de football 2021-2022 |                                |
| Champion                                            | Olympique lyonnais (15e titre) |
| Dauphin                                             | Paris Saint-Germain            |
| Champion d'automne                                  | Olympique lyonnais             |
| Coupes et trophées                                  |                                |
| Vainqueur de la Coupe de France 2021-2022           | Paris Saint-Germain            |
| Qualifications continentales                        |                                |
| Ligue des champions                                 | Olympique lyonnais             |
| Ligue des champions                                 | Paris Saint-Germain            |
| Ligue des champions                                 | Paris FC                       |
| Promotions et relégations                           |                                |
| Promus en Division 1                                | Havre AC                       |
| Promus en Division 1                                | Rodez AF                       |
| Relégués en Division 2                              | GPSO 92 Issy                   |
| Relégués en Division 2                              | AS Saint-Étienne               |

## Récompenses individuelles

### Joueuse du mois
Chaque mois les internautes et les joueuses de D1 votent entre trois joueuses sélectionnées par un jury de dix experts pour élire la joueuse du mois de D1 Arkema.
| Joueuse du mois |                               |                               |                           |
| Mois            | Joueuse                       | Autres nommées                | Autres nommées            |
| Septembre       | Sara Däbritz (PSG)            | Marie-Antoinette Katoto (PSG) | Esther Okoronkwo (ASSE)   |
| Octobre         | Selma Bacha (OL)              | Sandy Baltimore (PSG)         | Kessya Bussy (SDR)        |
| Novembre        | Selma Bacha (OL)              | Daniëlle van de Donk (OL)     | Mary Fowler (MHSC)        |
| Décembre        | Sakina Karchaoui (PSG)        | Delphine Cascarino (OL)       | Ada Hegerberg (OL)        |
| Janvier         | Marie-Antoinette Katoto (PSG) | Mathilde Bourdieu (PFC)       | Katja Snoeijs (FCGB)      |
| Février         | Clara Matéo (PFC)             | Marie-Antoinette Katoto (PSG) | Grace Geyoro (PSG)        |
| Mars            | Rosemonde Kouassi (FCF)       | Mathilde Bourdieu (PFC)       | Faustine Robert (MHSC)    |
| Avril           | Catarina Macario (OL)         | Clara Matéo (PFC)             | Mathilde Bourdieu (PFC)   |
| Mai             | Rosemonde Kouassi (FCF)       | Mathilde Bourdieu (PFC)       | Ouleymata Sarr (Paris FC) |

### Distinctions individuelles
Trophées D1 Arkéma
La cérémonie des trophées de la D1, remis par la FFF, s'est tenue le 23 mai au Centre national du football à Clairefontaine.
| Meilleure joueuse             | Meilleure espoir                 | Meilleure gardienne    | Meilleur(e) entraîneur/euse | Plus beau but                 | Meilleure arbitre | Coup de cœur Arkema |
| ----------------------------- | -------------------------------- | ---------------------- | --------------------------- | ----------------------------- | ----------------- | ------------------- |
| Marie-Antoinette Katoto (PSG) | Rosemonde Kouassi (FC Fleury 91) | Christiane Endler (OL) | Sandrine Soubeyrand (PFC)   | Batcheba Louis (GPSO 92 Issy) | Victoria Beyer    | PSG                 |

| Gardienne de but       | Défenseuses                                                                        | Milieux de terrain                                    | Attaquantes                                                                           |
| ---------------------- | ---------------------------------------------------------------------------------- | ----------------------------------------------------- | ------------------------------------------------------------------------------------- |
| Christiane Endler (OL) | Sakina Karchaoui (PSG) Paulina Dudek (PSG) Wendie Renard (OL) Ellie Carpenter (OL) | Selma Bacha (OL) Grace Geyoro (PSG) Clara Matéo (PFC) | Rosemonde Kouassi (FC Fleury 91) Marie-Antoinette Katoto (PSG) Kadidiatou Diani (PSG) |

| Club                | Nombre de joueuses |
| ------------------- | ------------------ |
| Paris Saint-Germain | 5                  |
| Olympique lyonnais  | 4                  |
| FC Fleury 91        | 1                  |
| Paris FC            | 1                  |

Trophées UNFP
Au mois de mai, lors de la cérémonie des trophées UNFP du football 2022, sont élues la meilleure joueuse, la meilleure espoir et la meilleure gardienne de but de la saison. Un onze type de la saison est également formé
| Meilleure joueuse             | Meilleure espoir    | Meilleure gardienne                    |
| ----------------------------- | ------------------- | -------------------------------------- |
| Marie-Antoinette Katoto (PSG) | Laurina Fazer (PSG) | Christiane Endler (Olympique lyonnais) |

| Gardien    | Christiane Endler       | Olympique lyonnais  |
| Défenseurs | Paulina Dudek           | Paris Saint-Germain |
| Défenseurs | Griedge Mbock           | Olympique lyonnais  |
| Défenseurs | Wendie Renard           | Olympique lyonnais  |
| Défenseurs | Sakina Karchaoui        | Paris Saint-Germain |
| Milieux    | Sara Däbritz            | Paris Saint-Germain |
| Milieux    | Catarina Macario        | Olympique lyonnais  |
| Milieux    | Grace Geyoro            | Paris Saint-Germain |
| Attaquant  | Clara Matéo             | Paris FC            |
| Attaquant  | Kadidiatou Diani        | Paris Saint-Germain |
| Attaquant  | Marie-Antoinette Katoto | Paris Saint-Germain |

| Club                | Nombre de joueurs |
| ------------------- | ----------------- |
| Paris Saint-Germain | 6                 |
| Olympique lyonnais  | 4                 |
| Paris FC            | 1                 |

## Parcours en Ligue des champions
Le parcours des clubs français en Ligue des champions est important puisqu'il détermine le coefficient UEFA de la France, et donc le nombre de clubs français présents dans la compétition européenne les années suivantes.
| Club                  | Résultat    | Ultime adversaire  |
| --------------------- | ----------- | ------------------ |
| Olympique lyonnais    | Vainqueur   | FC Barcelone       |
| Paris Saint-Germain   | Demi-finale | Olympique lyonnais |
| Girondins de Bordeaux | 2e TQ       | VfL Wolfsburg      |